# Marine expeditionary force
Un corps expéditionnaire des Marines (Marine Expeditionary Force ou MEF), anciennement connu sous le nom de force amphibie des Marines, est la plus grosse unité au sein des Forces tactiques terrestre et aérienne des Marines (MAGTF). Une MEF est une unité de combat du Corps des Marines des États-Unis . 

## Structure
Une MEF est plus grand qu'une Marine expeditionary Unit (MEU) ou une Marine expeditionary brigade (MEB). 
Chaque MEF se compose d'un groupe de commandement de MEF, d'une division de Marines (MARDIV) pour la partie combat au sol, d'une escadrille aérienne des Marines (MAW) pour la composante aérienne et d'un groupe logistique des Marines (MLG) pour la partie du soutien logistique. 
La MEF contient également un groupe de formation aux opérations spéciales (SOTG) et constitue l'échelon de formation pour les MEU et les MEB. Le SOTG supervise les exercices de formation et d'évaluation pour la certification annuelle opérations spéciales de la MEU. 

## Organisation
Une MEF commande également plusieurs MAGTF plus petits, y compris des MEB et des MEU. 

### I Marine Expeditionary Force
| Insigne | Nom                                 | Emplacement                                  |
| ------- | ----------------------------------- | -------------------------------------------- |
|         | 1re division de Marines             | Camp Pendleton, Californie                   |
|         | 3e Escadre aérienne de Marines      | Marine Corps Air Station Miramar, Californie |
|         | 1er groupe de logistique de Marines | Camp Pendleton, Californie                   |
|         | 1re MEB                             | Camp Pendleton, Californie                   |
|         | 11e MEU                             | Camp Pendleton, Californie                   |
|         | 13e MEU                             | Camp Pendleton, Californie                   |
|         | 15e MEU                             | Camp Pendleton, Californie                   |

### II Marine Expeditionary Force
| Insigne | Nom                                | Emplacement                                             |
| ------- | ---------------------------------- | ------------------------------------------------------- |
|         | 2e division de Marines             | Camp Lejeune, Caroline du Nord                          |
|         | 2e Escadre aérienne de Marines     | Marine Corps Air Station Cherry Point, Caroline du Nord |
|         | 2e groupe de logistique de Marines | Camp Lejeune, Caroline du Nord                          |
|         | 2e MEB                             | Camp Lejeune, Caroline du Nord                          |
|         | 22e MEU                            | Camp Lejeune, Caroline du Nord                          |
|         | 24e MEU                            | Camp Lejeune, Caroline du Nord                          |
|         | 26e MEU                            | Camp Lejeune, Caroline du Nord                          |

### III Marine Expeditionary Force
| Insigne | Nom                             | Emplacement            |
| ------- | ------------------------------- | ---------------------- |
|         | 3e division de Marines          | Camp Courtney, Okinawa |
|         | 1re Escadre aérienne de Marines | Camp Foster, Okinawa   |
|         | 3e Groupe Logistique de Marines | Camp Kinser, Okinawa   |
|         | 3e MEB                          | Camp Butler, Okinawa   |
|         | 31e MEU                         | Camp Hansen, Okinawa   |

### Réserve des Forces maritimes
| Insigne | Nom                             | Emplacement                 |
| ------- | ------------------------------- | --------------------------- |
|         | 4e division de Marines          | Nouvelle-Orléans, Louisiane |
|         | 4e Escadre aérienne de Marines  | Nouvelle-Orléans, Louisiane |
|         | 4e groupe logistique de Marines | Nouvelle-Orléans, Louisiane |